# Ulfrid Kleinert
Ulfrid Kleinert (* 28. April 1941 in Dresden) ist ein deutscher Religions- und Sozialwissenschaftler sowie evangelischer Theologe, zu dessen Arbeitsschwerpunkten die Straffälligenhilfe gehört.

## Leben
Kleinert studierte in Wuppertal, Mainz, Tübingen und Zürich. Nach einem Vikariat 1968/69 an der Elisabethkirche in Marburg war er bis 1972 Studienleiter beim Evangelischen Studienwerk Villigst, dem Begabtenförderungswerk der evangelischen Kirchen in Deutschland. Er war Mitglied des Anstaltsbeirats der Justizvollzugsanstalt Fuhlsbüttel sowie von 1972 bis 1977 Gründungsprorektor der Evangelischen Hochschule für Sozialarbeit in Hamburg im Rahmen des Rauhen Hauses, wo er bis 1991 auch als Professor für Diakoniewissenschaft lehrte und sich in der Anti-AKW-Bewegung engagierte.
Nach der Wende kehrte er nach Dresden zurück und gründete dort 1991 die Evangelische Hochschule für Sozialarbeit, deren Rektor er bis zum Jahr 2000 war und an der er bis zu seinem Ruhestand 2006 lehrte.
Kleinert ist seit 2000 Vorsitzender des Anstaltsbeirats der Justizvollzugsanstalt Dresden und (bis Anfang November 2021) des Vereins HAMMER WEG e. V. zur Förderung Strafgefangener und Haftentlassener und Herausgeber der Dresdner Gefangenenzeitschrift DER RIEGEL.
Sein Spezialgebiet ist die Sozial- und Religionsgeschichte des Alten Orients. Mit dem 2021 aufgelösten Verein Studienreisen Radebeul e. V. veranstaltete Kleinert zwischen 2000 und 2019 zahlreiche Studienreisen in 12 Länder des Nahen Ostens und Nord- und Ost-Afrikas, deren Dokumentationen teilweise als Veröffentlichungen weiterverarbeitet wurden. In dem Sammelband Göttliches ins Leben lassen – Diakoniewissenschaftliche Beiträge von 2014 findet sich ein ausführliches Literaturverzeichnis Kleinerts.
Ulfrid Kleinert lebt seit 1991 in Radebeul.

## Schriften (Auswahl)
- (Hrsg.) Strafvollzug – Analysen und Alternativen. München/Mainz 1972, ISBN 978-3-459-00820-9.
- Seelsorger oder Bewacher? Rowohlt, Hamburg 1976, ISBN 978-3-499-14116-4.
- Gewaltfrei widerstehen – Brokdorfprotokolle gegen Schlagstöcke und Steine. Rowohlt, Hamburg 1981.
- zusammen mit Rolf Kühn: Und sie zogen aus in ein wüstes Land…: Auf den Spuren der Bibel durch den Sinai. Primus Verlag, Darmstadt 2011, ISBN 978-3-89678-757-6.
- Die Königin von Saba: Mythos und Geschichte. Philipp-von Zabern Verlag/WBG, Darmstadt 2014, ISBN 978-3-8053-4713-6.
- Göttliches ins Leben lassen – Diakoniewissenschaftliche Beiträge. Lit Verlag, Berlin 2014, ISBN 978-3-643-12694-8.
- Hrsgg. zusammen mit Lydia Hartwig: Ein deutsches Gefängnis im 21. Jahrhundert. Redakteure der unzensierten Dresdner Gefangenenzeitung „Der Riegel“ berichten. Notschriften-Verlag, Radebeul 2021, ISBN 978-3-948935-14-6.
- (Hrsg.) Biblische Farbenpracht – Die Bilder an der Loggia des Dresdner Schlosses. Verlag Notschriften, Radebeul 2024, ISBN 978-3-948935-61-0.
- Forschungsberichte, Sammelrezensionen und Beiträge in der Sozialwissenschaftlichen Literatur-Rundschau (SLR, ISSN 0175-6559) zum Thema:
  - Strafvollzug und Kriminologie: 	
    - SLR Nr. 73/2016, S. 5–40.
    - SLR Nr. 75/2017, S. 85–94.

  - Islam:
    - SLR Nr. 78/2019, S. 47–73.
    - SLR Nr. 79/2019, S. 57–86.
    - SLR Nr. 80/2020, S. 57–80.
    - SLR Nr. 82/2021, S. 79–89.
    - SLR Nr. 83/2021, S. 129 f.